# 莫斯卡連基區

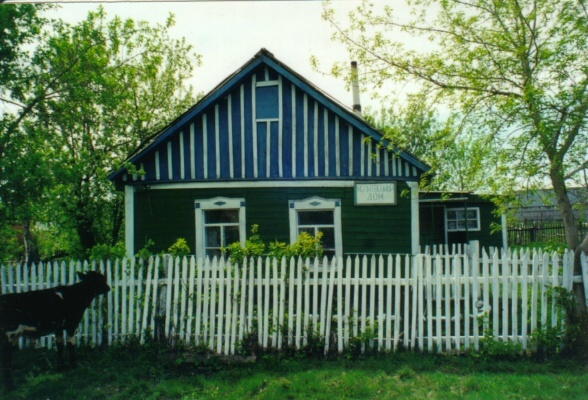

54°56′00″N 71°56′15″E / 54.93333°N 71.93750°E
莫斯卡連基區（俄语：Москаленский район），是俄羅斯的一個區，位於該國西南部，由鄂木斯克州負責管轄，面積2,500平方公里，2010年人口28,968，人口密度每平方公里11.59人。